# Leichtathletik-Weltmeisterschaften 2022/Teilnehmer (Usbekistan)
| Goldmedaillen | Silbermedaillen | Bronzemedaillen |
| ------------- | --------------- | --------------- |
| —             | —               | —               |

Usbekistan nahm an den Leichtathletik-Weltmeisterschaften 2022 in Eugene mit einer Athletin teil.

## Ergebnisse

### Frauen

#### Sprung/Wurf
| Athletin            | Disziplin  | Qualifikation | Qualifikation | Finale     | Finale |
| Athletin            | Disziplin  | Weite/Höhe    | Platz         | Weite/Höhe | Platz  |
| ------------------- | ---------- | ------------- | ------------- | ---------- | ------ |
| Safina Saʼdullayeva | Hochsprung | 1,93 m SB     | 01            | 1,96 m PB  | 05     |